# پیتر سیمونسن
پیتر سیمونسن (انگلیسی: Peter Simonsen؛ زادهٔ ۱۷ آوریل ۱۹۵۹) بازیکن فوتبال اهل نیوزیلند بود.
وی همچنین در تیم ملی فوتبال نیوزیلند بازی کرده‌است.